# Tungové

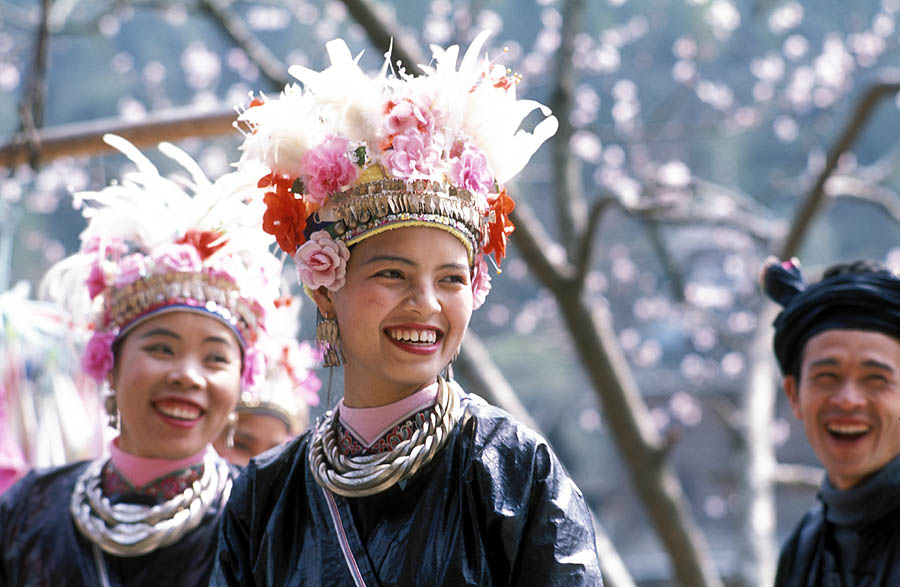
Tungové ve svátečním oblečení

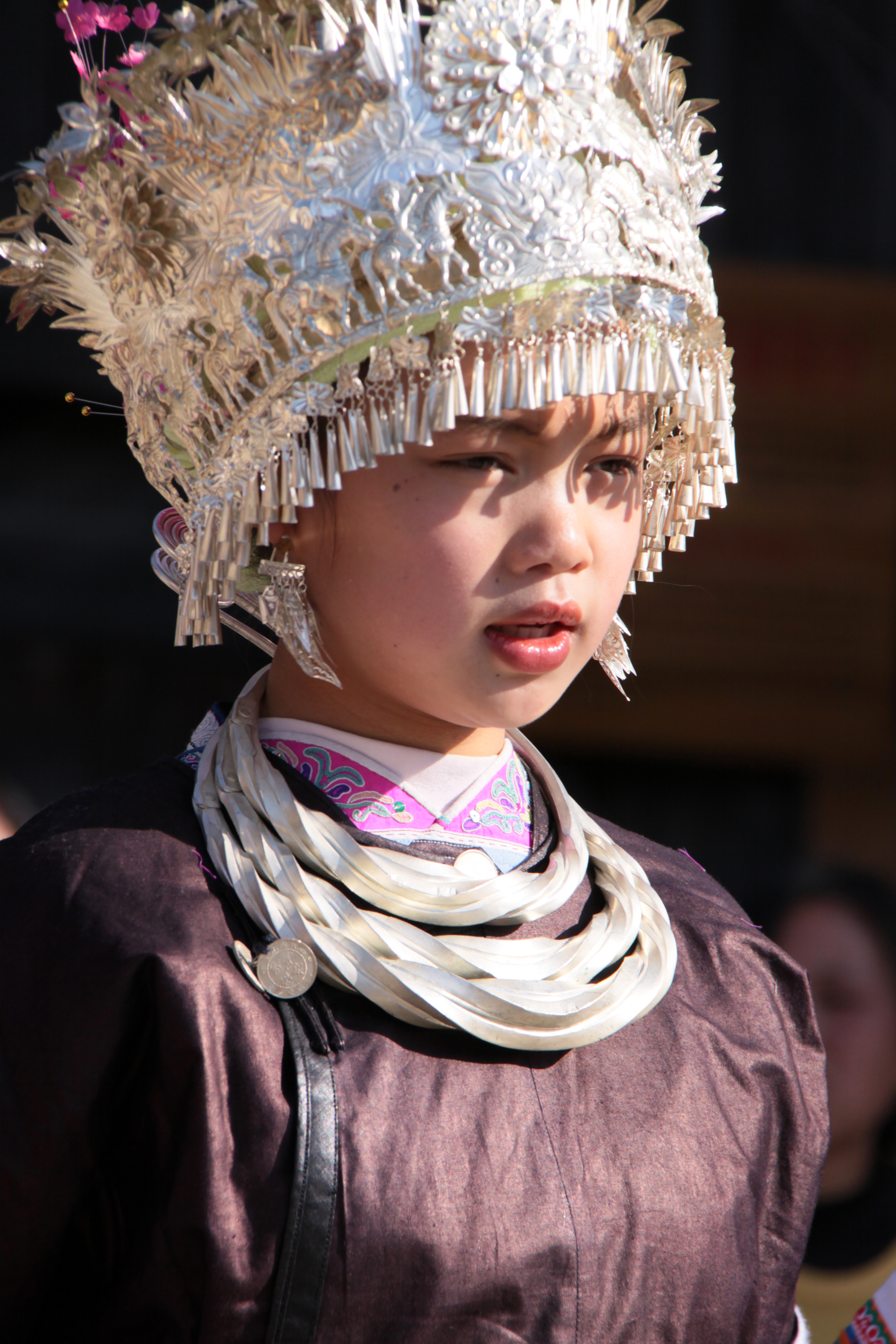
Slavnostně oblečená mladá dívka během oslav Nového roku

Tungové, vlastním jménem Kam jsou etnikum žijící především na jihu Číny, kde obývají provincie Kuej-čou, Kuang-si a Chu-nan. Podle sčítání lidu v roce 2010 jsou dvanáctou největší z 56 národnostních menšin oficiálně uznaných Čínskou lidovou republikou, s populací 2,9 milionu lidí. Malá skupina Tungů žije i ve Vietnamu.

## Historie
Rané dějiny jsou nejasné, Tungové mají řadu legend o příchodu do oblasti na jihu Číny, ale dosti se od sebe liší. První písemná zmínka o Tunzích se vyskytuje až v úředních listinách dynastie Ming. Patrně za její vlády byli Tungové ovládnuti čínským dvorem a integrováni do čínské civilizace. Je známo, že během mingské vlády se odehrálo mnoho tungských povstání, ale žádné nebylo úspěšné. Dynastie Čching se pak pokusila Tungy získat a upokojit, do značné míry úspěšně, vybudováním rozsáhlých zavlažovacích systémů, které výrazně zvýšily sklizně rýže. 
Po opiových válkách měli Tungové pocit, že jsou obětí příkoří ze strany západních sil, což je radikalizovalo a po roce 1921 hodně z nich vstupovalo do komunistické strany. Během Dlouhého pochodu (ústupu čínské rudé armády před Národní revoluční armádou Kuomintangu během čínské občanské války ve 30. letech 20. století) Tungové plnili funkci zásobovačů jídla rudých povstalců. Po vítězství komunistů v roce 1949 tudíž měla oblast, kde žili, přednost při budování infrastruktury. Někteří Tungové také získali významné vládní posty. Tento vývoj snížil historické napětí mezi Chany a Tungy, čehož následkem však byla a je vyšší asimilace a "chanizace" Tungů. Ta je tradičně vyšší u Tungů žijících více na severu; nejvíce osobitých tradic, včetně specifického jazyka, se zachovává na jihu. 
Tungština (či kamština) patří mezi tajsko-kadajské jazyky a má vlastní písmo, byť se používají k zápisu i čínské znaky. Tungové jsou polyteisté, jejich víra má blízko k animismu a šamanismu. Nejvýznamnějším z bohů je bohyně Sa-suej, jež zajišťuje dobrou úrodu. To také dokazuje přežívající matriarchát. Kontakt s Chany (a tedy zejména konfucianismem) posílil kult předků a ovlivnil zvláště pohřební rituály a některé festivaly. Typickým architektonickým prvkem tungských vesnic jsou tzv. mosty větru a deště, kryté pagodami. Originální jsou také tzv. bubnové věže, kde bývá buben, jímž se obyvatelé vesnic svolávají k důležitým svátkům a událostem. Tungský folklór je stále velmi živý a tungské sborové písně (tzv. velký chór) byly roku 2009 zapsány na seznam světového kulturního dědictví UNESCO, do kategorie Mistrovská díla ústního a nehmotného dědictví lidstva. 
Specialitou tungské kuchyně je tzv. olejový čaj, což je spíše polévka uvařená z oleje ze semen čajovníku, čajových listů, rýže, arašídů, sójových bobů a vepřového. Tungští zemědělci v minulosti vyšlechtili zvláštní druh rýže, která je mnohem lepivější než druhy vyšlechtěné Chany.

## Galerie

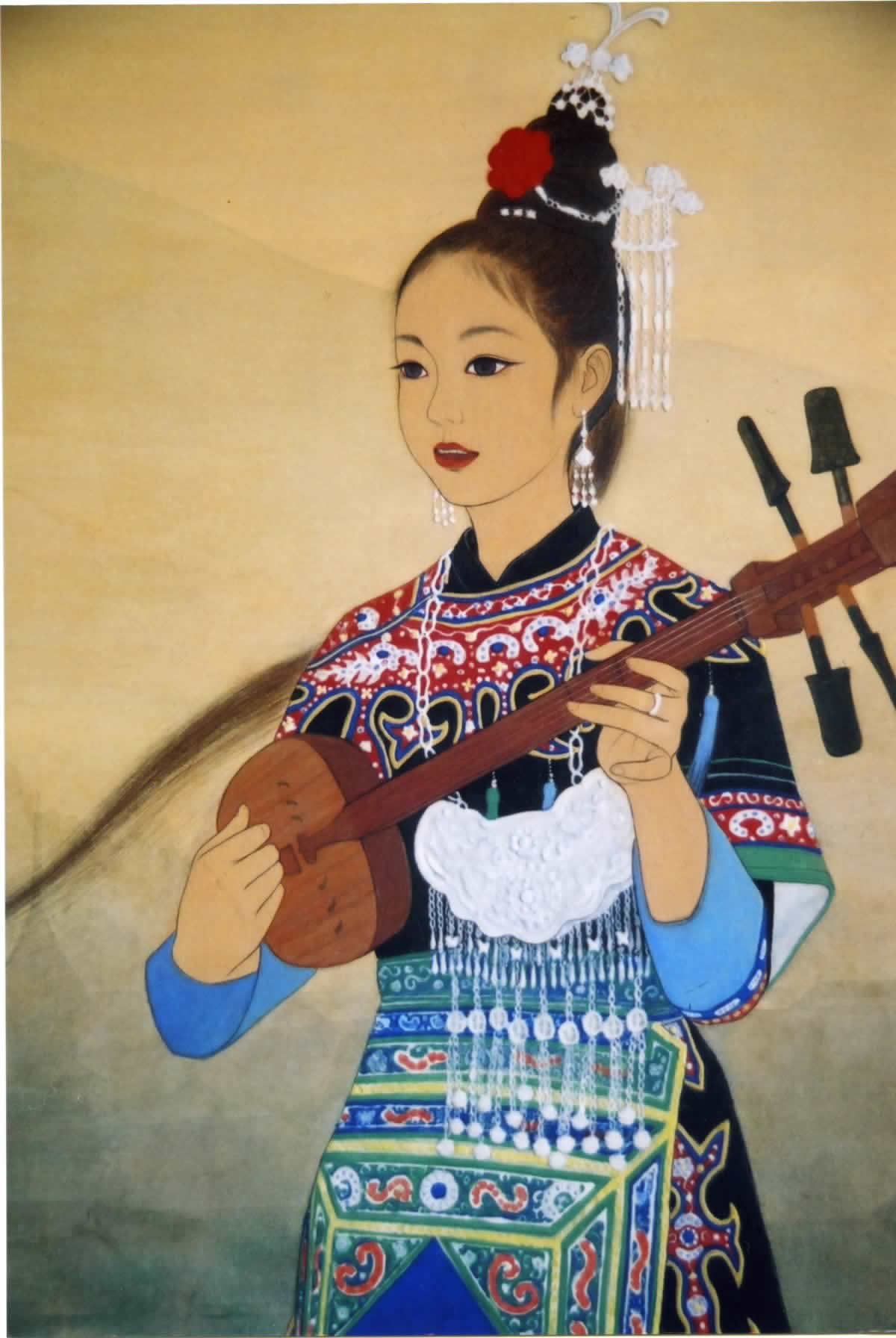
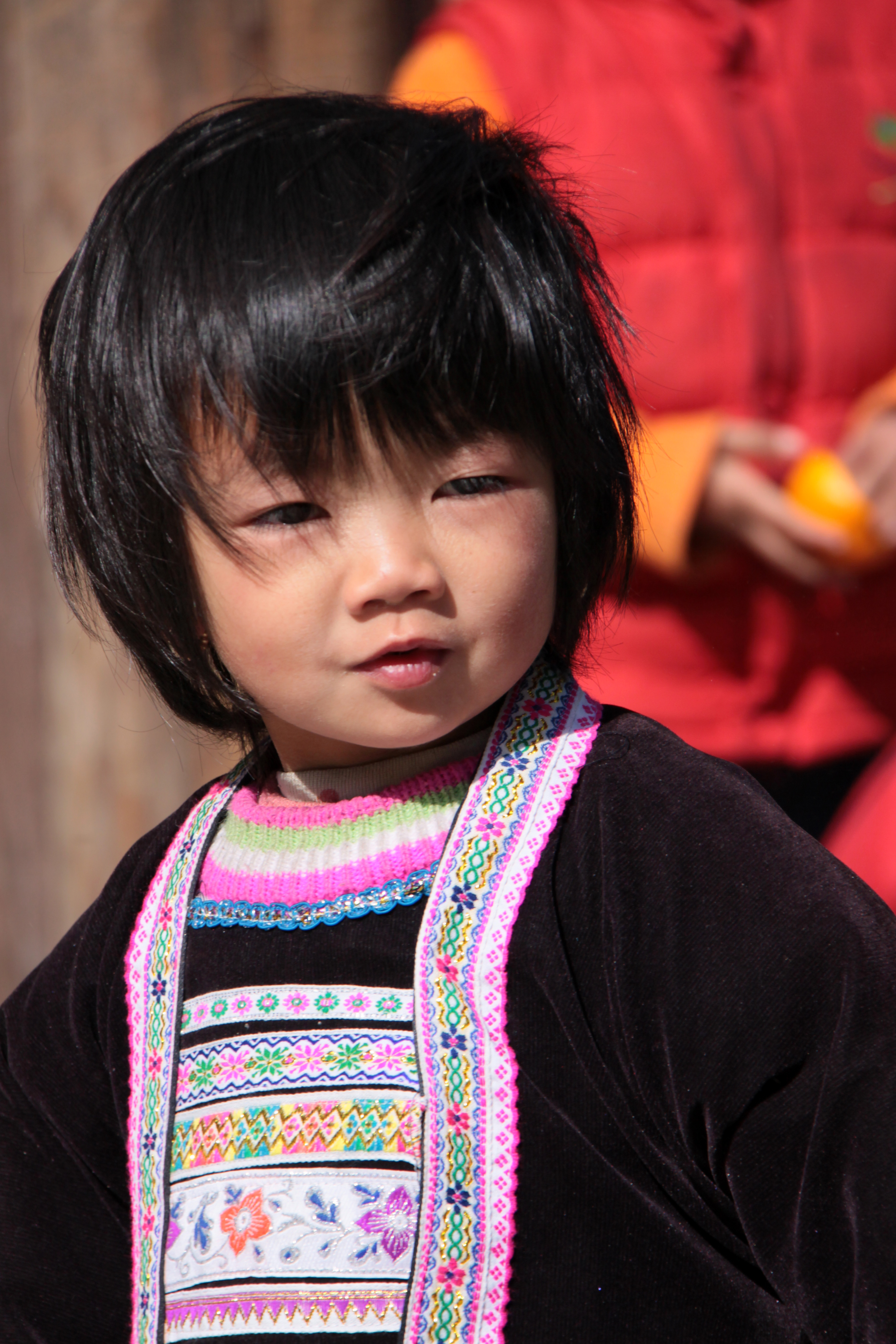
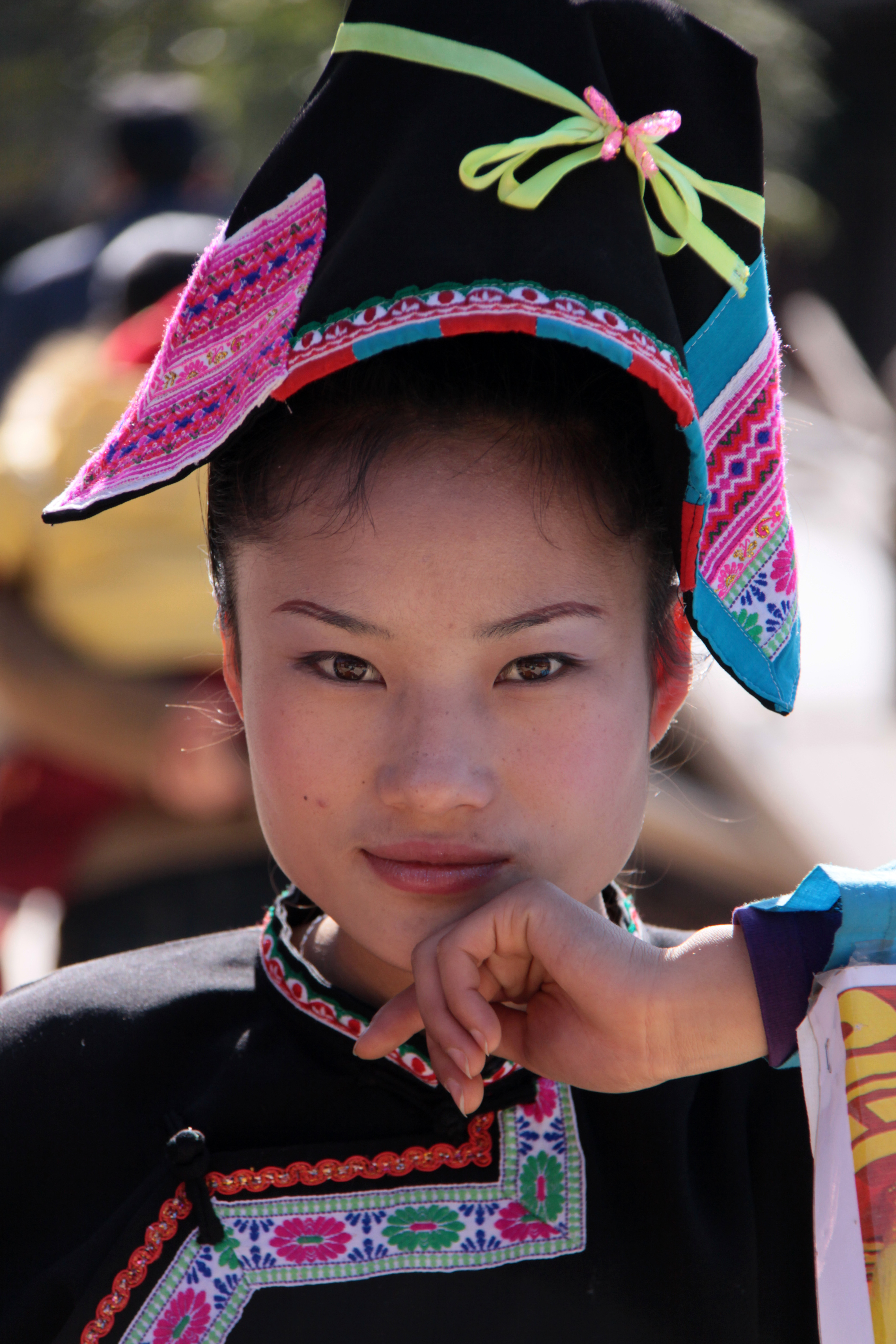
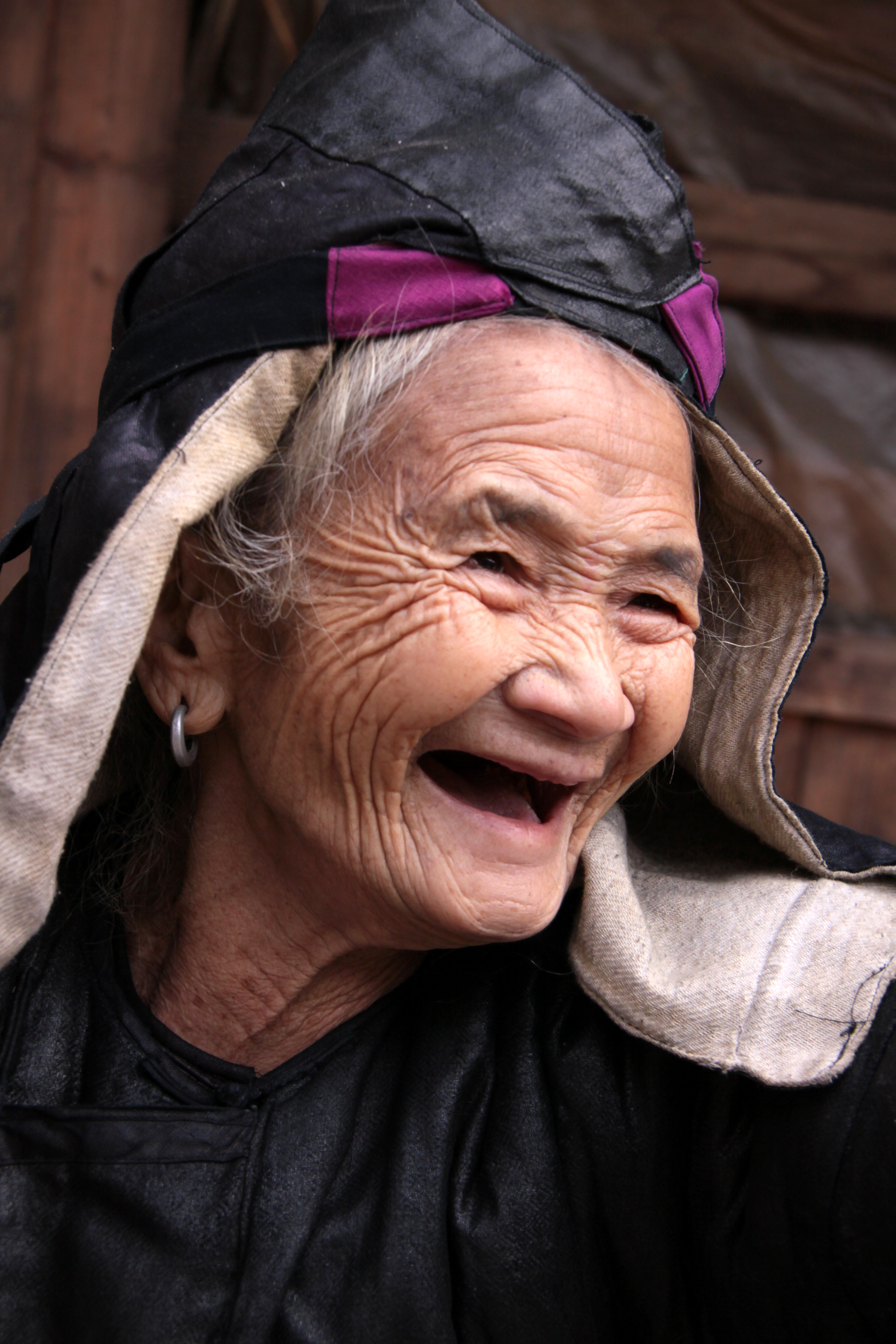
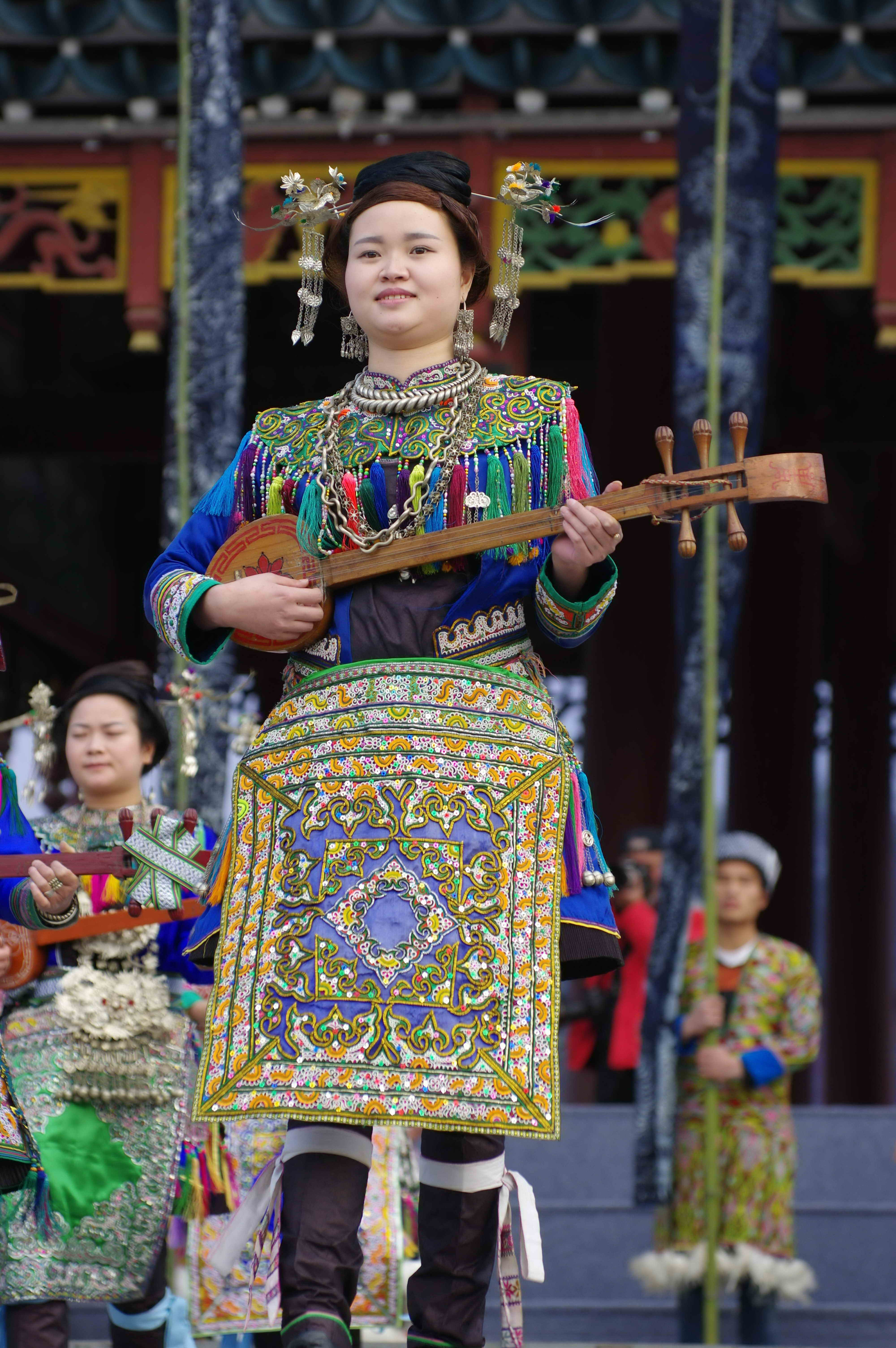